# Elvira Gentil
Elvira Lima Gentil (Votorantim, 13 de setembro de 1930 – Itapecerica da Serra, 14 de janeiro de 2025) foi uma atriz, produtora e diretora teatral brasileira.

## Biografia
Elvira Lima Gentil, nasceu em Votorantim, era casada com o diretor Afonso Gentil e irmã do dramaturgo Adir de Lima. Seu filho, Décio Gentil, também escreve peças teatrais.
Sua carreira foi mais dedicada ao teatro como atriz e, principalmente, diretora. Apesar disso, não deixou de atuar esporadicamente na TV em tele-teatros da TV Cultura de São Paulo.
Em novelas atuou apenas uma vez, personificando a dona Jandira de Meus Filhos, Minha Vida, em 1984, no SBT.
Manteve cursos de teatro durante muitos anos na capital paulista e prestou serviços, na área da dramaturgia, para a Secretaria Estadual do Bem-Estar do Menor, de São Paulo.
Morreu aos 94 anos, em Itapecerica da Serra e se recuperava há 50 dias de uma cirurgia no fêmur.

## Televisão
| Ano  | Título                  | Papel                         | Notas                                  |
| ---- | ----------------------- | ----------------------------- | -------------------------------------- |
| 1975 | Teatro 2                |                               | Episódio: "A Dama da Bruxelas"         |
| 1975 | Teatro 2                | Episódio: "Napoleão e Elvira" |                                        |
| 1976 | Teatro 2                |                               | Episódio: "A Bruxa Évora"              |
| 1976 | Teatro 2                | Episódio: "Antígona"          |                                        |
| 1984 | Meus Filhos, Minha Vida | Dona Jandira                  |                                        |
| 1997 | Especial Rede Vida      | Madre                         | Episódio: " A Vida de Santa Terezinha" |

## Prêmios
- Revelação de Diretora em 1973 pela Associação Paulista de Críticos de Arte (APCA) pela peça Mais Quero Asno Que Me Carregue, Que Cavalo Que Me Derrube, de Carlos Alberto Soffredini.

## Teatro/atriz
- 1965: “A Sapateira Prodigiosa”, de Federico Garcia Lorca - direção de Osmar Rodrigues Cruz/ Teatro Popular do Sesi-SP
- 1966: “O Sistema Fabrizzi,  de Albert Husson, direção de Maurice Vanneau – Teatro Aliança Francesa -SP
- 1967: “Marat Sade”, de Peter Weiss - direção de Ademar Guerra, Teatro Sérgio Cardoso - SP, Teatro São Pedro – RS/ Teatro Guaíra – PR
- 1968: “A Cozinha” de A. Wesker – direção e Antunes Filho/ São Paulo e Rio de Janeiro .
- 1969: “Um Gosto de Mel”, de Shelaah Delaney, direção de Ewerton de Castro, p/ diversas cidades do interior de São Paulo
- 1970: “Hans Staden”, de Francisco Pereira da Silva - direção de Osmar Rodrigues Cruz – Teatro São Pedro/ SP
- 1979: “Sabatina Passada a Limpo”, de Fernando Popoff - direção de Afonso Gentil, no Teatro Markantti -SP
- 1980: “O Hóspede Inesperado” , de Agatha Christie - direção de Afonso Gentil, no T. Markantti-SP
- 1981: “A Dama das Camélias”, de Alexandre Dumas- direção de José Rubens Siqueira – Teatro Cenarte- SP
- 1989: “A Teia de Aranha”, de Agatha Christie, Direção: Elvira	 Gentil (acumulando) – no Teatro Markantti
- 1993: “A Casa de Bernarda Alba”,de Garcia Lorca - direção de Laerte Morrone – Memorial da América Latina –SP
- 2005: “Bidú Sayão – Uma Homenagem”, de Adir de Lima e Décio Gentil – somente na viagem da peça a Portugal

## Direção
- 1972: “O Cristo Nu”, de Carlos Alberto Soffredini / Curso de Teatro em Sorocaba
- 1973: “Mais quero asno que me carregue do que cavalo que me derrube”, de C.A.Soffredini/ Teatro Ruth Escobar/ Prêmio APCA de Revelação de Diretora
- 1974: “O Santo e a Porca”, de Ariano Suassuna. Teatro Núcleo Expressão de Osasco -SP
- 1975
  - “A Moreninha”, de Antonio Macedo, Teatro Núcleo  Expressão de Osasco - SP
  - “O Cordão Umbilical”, de Mário Prata. Escola de Samba Camisa Verde  - SP
- 1977: “Os Invasores”, de Eudinir Fraga, Teatro Markantti  dentro do Projeto Zero Hora
- 1978: “Castro Alves Pede Passagem,” de Gianfrancesco Guarnieri/ Teatro da CESP - SP
- 1979: “O Mágico de Oz”,  Adaptação de Tatiana Belinsky/ Teatro da CESP – SP
- 1980: “A Via Sacra dos Inocentes,” de Elvira Gentil (adaptação) para o Conservatório Musical de Tatuí -SP
- 1981: “O Santo e a Porca”, de Ariano Suassuna – Teatro da CESP -SP
- 1982: “No Natal a Gente Vem Te Buscar”, de Naum Alves de Souza, com o Grupo Semente, no Teatro Markantti-SP
- 1983: “Alice Candura, Pura, Pura,” de Naum Alves de Souza, Ana Luisa Fonseca e Luís Carlos Cardoso, com o Grupo Semente/ Teatro Markantti - SP Centro Cultural São Paulo
- 1984
  - “A Menina da Minha Rua”, de Afonso e Décio Gentil/ Teatro Markantti e  Centro Empresarial de São Paulo.
  - “As Troianas”, de Eurípides, com o Grupo Semente / Teatro Mazzaropi e Teatro Markantti-SP
- 1985
  - “Ligue Deslig-  o Gibí da Energia”, de Vanice Pedrazzini e Décio Gentil –Teatro da CESP/Feira da Energia no Parque Anhembí –SP
  - “O Crime da Cabra”, de Renata Pallotini / Teatro Mazzaropi e Markantti
  - “Pedro Pedreiro”, de Renata Pallotini/ Teatro Mazzaropi e Markantti
- 1986
  - “A Resistência” de Maria Adelaide Amaral com alunos de curso realizado em Campinas e no Teatro Markantti –SP
  - “A Turma”, de Afonso Gentil/ Teatro do Centro Empresarial /SP
  - “Lillion”, de Ferenc Molnar/ Grupo Semente/ Teatro Markantti –SP
  - “Rodinette”, de Renata Pallotini/ Teatro Treze de Maio e Teatro Markantti
- 1987: “A Teia de Aranha”, de Agatha Christie (acumulando como atriz)/Teatro Markantti-SP
- 1994: “O Montador”, de Adir de Lima e Décio Gentil/Teatro João Caetano-SP(duas temporadas) e TBC
- 1998: “Espartilho”, de Antonio José dos Santos/Teatro Mazzaropi, Sergio Cardoso-sala  P.C.Magno e Centro Cultural São Paulo-Sala Jardel Filho
- 2000: “O Empresário”, ópera em 1 ato de Mozart, regência Fábio Oliveira (direção cênica de Elvira)/ Teatro Mazzaropi –SP
- 2001/2002: “A Noiva do Condutor”, opereta em 1 ato de Noel Rosa/ Teatro São Pedro-SP/Festival de Inverno de Campos  do Jordão- Est. SP e no Teatro da Paz em Belém do Pará (Festival de Ópera)(Produção de Fernando Calvoso)
- 2001: “A Flauta Mágica”, de Mozart, dir. cênica; regência Maestro Fábio Oliveira/Teatro São Pedro-SP
- 2002: “La Serva Padrona”, ópera em 1 ato de   Giovanni B. Pergolesi/ direção cênica; regência do Maestro  Marcos de Carvalho
- 2003: “As Rainhas Magas” auto de Natal de Renata Pallotini/ Casa de Cultura -Mazzaropi/pátio-SP
- 2004: “Ifigênia em Áulis”,de Eurípides com Grupo Teatral de Itú –SP
- 2004/2005: “Bidú Sayão – Uma Homenagem”, musical-operístico de Décio Gentil e Adir de Lima/Teatro São Pedro-SP/ excursão internacional para Portugal: cidades do Porto (Festival Fazer a Festa), Joanes, Famalicão e Braga  (Produtor Fernando Calvozo)
- 2006
  - “No Natal a Gente Vem Te Buscar”, de Naum Alves de Souza/ nova excursão a Portugal, mesmo Festival do Porto, mais cidades de Famalicão e Coimbra (Produção Fernando Calvozo)
  - “Aves Exóticas Voam Para Vazabarrís”, de Décio Gentil e Adir de Lima/ Grupo Teatral de Itú (1ª versão)
- 2007
  - “Revisão de Prova”, de Décio Gentil/ temporada de março a maio no Teatro Sérgio Cardoso –sala P.C.Magno –SP
  - “Quarta Feira Lá em Casa, sem Falta”, de Mario Brasini /temporadas em Itú e cidades vizinhas e no Teatro do Ator, com Cia. Teatral de Itú-SP
- 2008
  - “A Cartomante”, adaptação de Fernando Calvoso para conto de Machado de Assis/novamente Portugal nas cidades do Porto e Foz Côa (estreou na cidade de Tatuí; apresentação única no TBC-São Paulo, antes de Portugal)/Produção de Fernando Calvoso
  - “ O Crime da Cabra”, de Renata Pallotini/ montagem para o “Seminário sobre a Censura” realizado pelo Departamento do Arquivo Miroel Silveira/ Teatro da ECA-USP
- 2008/2009: “Aves Exóticas Voam para Vazabarrís”/ nova montagem com  elenco profissional de Itú-SP/ temporada no Teatro Ruth Escobar-SP/ participação no Festival de Teatro de Curitiba/fringe-2009